# Encumeada-Pass

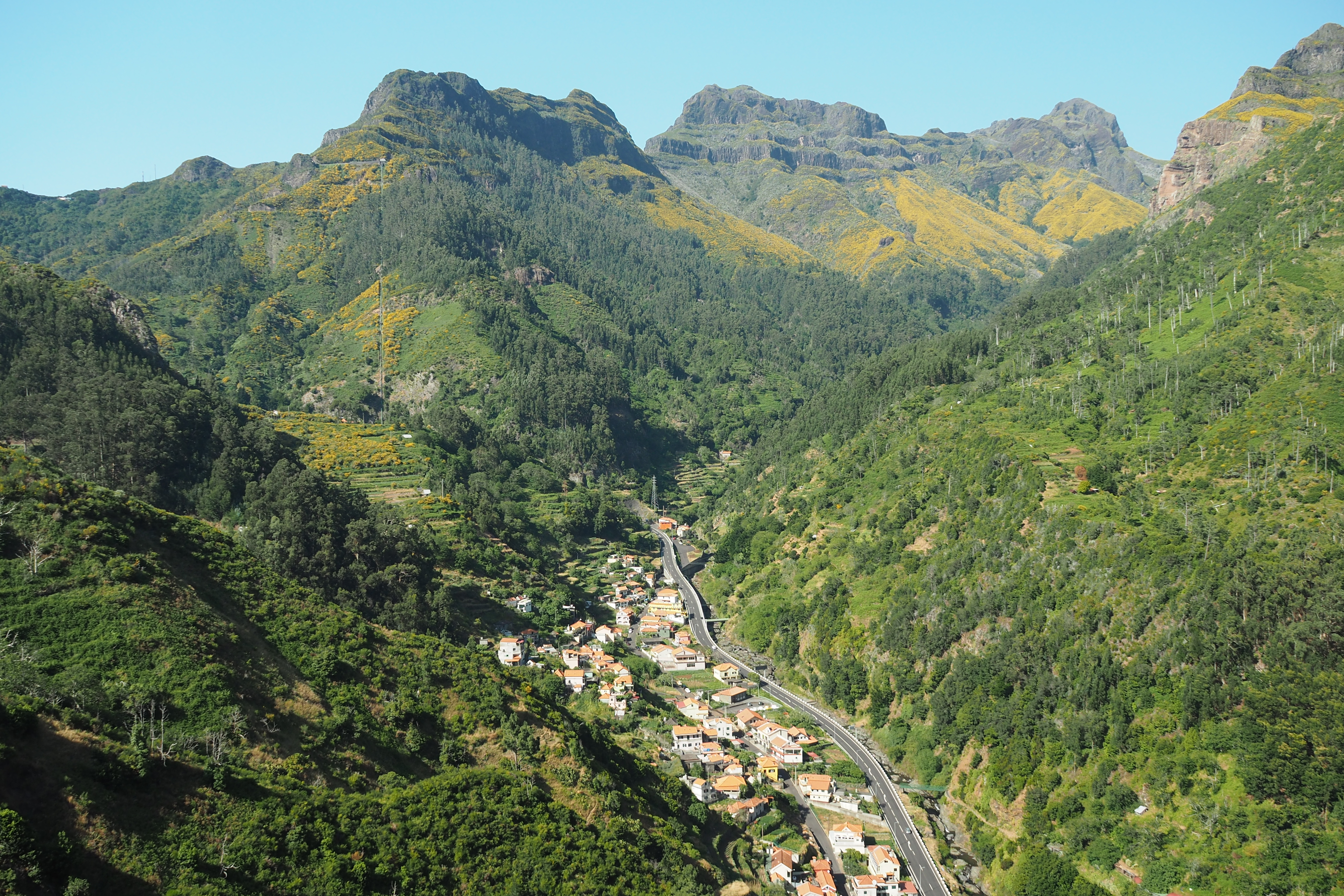
Vom Tal der Ribeira Brava schlängelt sich eine Bergstraße zum Encuemeada-Pass hinauf

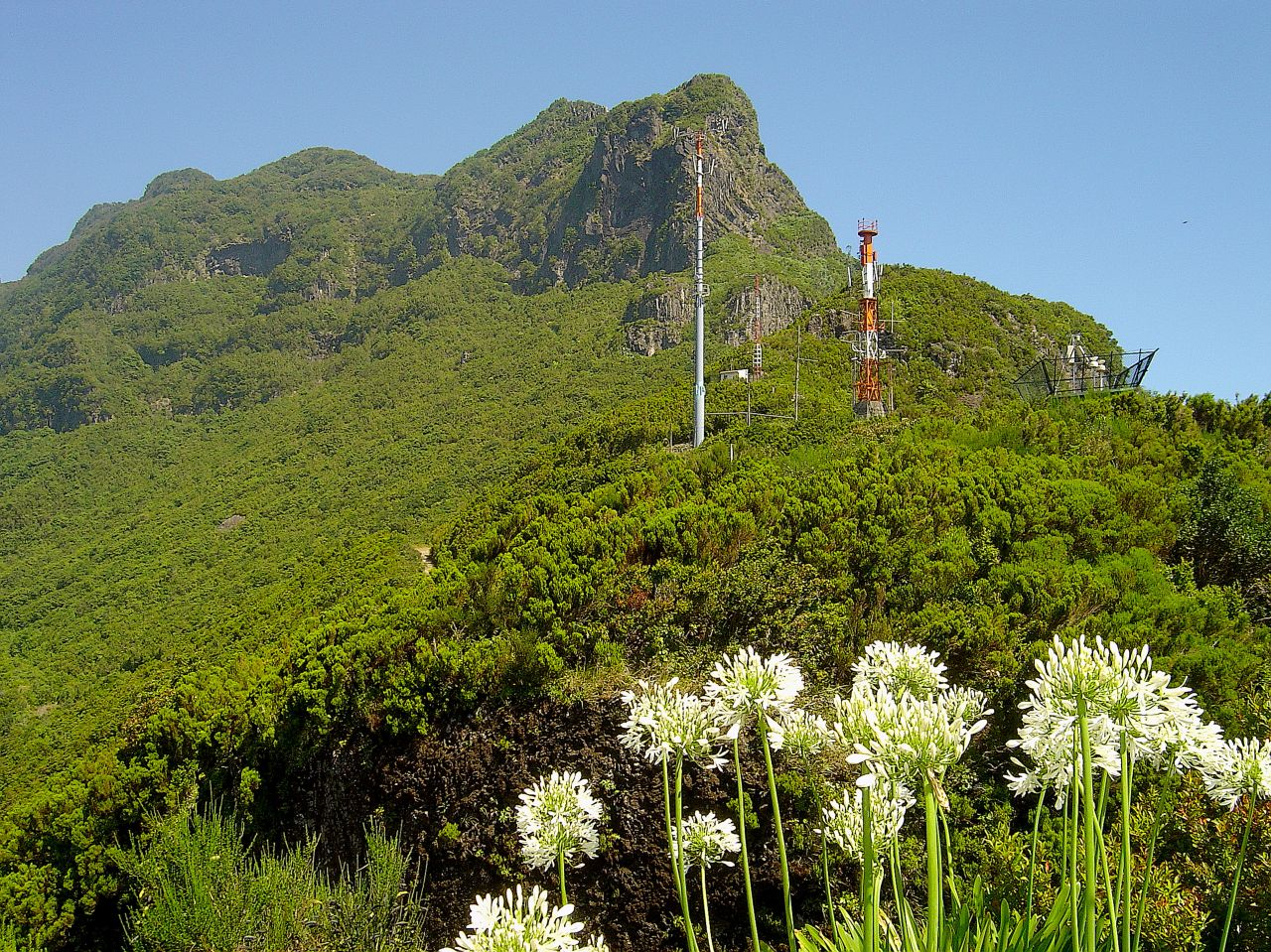
Passhöhe

Der Encumeada-Pass (portugiesisch: Boca da Encumeada) ist ein 1007 Meter hoher Passübergang zwischen Ribeira Brava im Süden und São Vicente im Norden der Insel Madeira. Neben dem Poiso-Pass (Paso do Poiso) war er bis zur Eröffnung des Straßentunnel Túnel da Encumeada  einer der wichtigsten Übergänge vom Südteil der Insel in den Nordteil. Die Passhöhe ist ein viel besuchtes Ziel von Ausflüglern und Wanderern.

## Zugang
Über den Encumeada-Pass verläuft die Landstraße ER105, sie zweigt bei Serra de Água von der Schnellstraße VE4 ab und steigt von der Passhöhe zur Hochfläche Paul da Serra auf. Der Pass wird von dem 2002 eröffneten, 3086 Meter langen Straßentunnel Túnel da Encumeada der Schnellstraße VE4 unterquert. Von Funchal verkehrt mit Halt auf der Passhöhe täglich ein öffentlicher Bus nach São Vicente und weiter nach Arco de São Jorge.

## Tourismus
Der Pass bietet bei gutem Wetter eine hervorragende Aussicht sowohl zur Südküste als auch zur Nordküste. An der Passhöhe haben sich mehrere kleinere Tourismusbetriebe angesiedelt, einige hundert Meter südlich liegt an der Straße ein größeres Hotel, das vor allem bei Wanderern sehr beliebt ist.
Die Passhöhe ist Ausgangspunkt mehrerer Levada- und Bergwanderungen. Über den Pass führt der Caminho Real da Encumeada (dt. Königsweg), der früher eine der wichtigsten Verbindungen über den zentralen Gebirgskamm war. Auch der Pico Ruivo, die höchste Erhebung der Insel, ist auf einer längeren Wanderung zu erreichen. Entlang der Levado do Norte kann durch einen Tunnel in das Gebiet Folhadal gewandert werden, es ist wegen der endemischen Maiblumenbäume (Clethra arborea) bekannt.